# Инкубациони период
Инкубација (лат. incubare) је временски период који протекне од продирања клица болести или агенаса радијације у организам неке особе до појаве првих знакова и симптома болести. Периоди трајања инкубације су различити и најчешће варирају код различитих али и истих болести због различитих подтипова патогена, имунолошког стања болесника, начина продора патогена у организам, узраста оболеле особе (инкубација обично дужа код одраслих него код деце) итд.

## Фактори који утичу на трајање инкубације
На дужину трајања инкубације и даљи ток болести утиче већи број фактора, међу којима су најважнији:

### Вируленција или патогеност инфективног агенса
Оптималан ниво вируленције неког патогена је одређена максималним нивоом који он достигне од почетка преноса и максималним трајањем инфекције. У многим инфекцијама вирусима (нпр ХИВ и грип), бактеријским (туберкулоза) и прионима (БСЕ и ЦВД), болешћу изазвана смртност јавља се дуго након заражавања домаћина, што говори о томе да је вируленције веома зависна од еволуције преноса патогена и патологије у организму домаћина након инфекције. Према томе еволуција и патолошке промене након инфекције могу повећати или смањити вируленцију патогена, па самим тим и трајање периода инкубације, након појављивања у новом домаћину.

### Путеви инокулације
Патогени микроорганизми могу се локализовати на примарном месту адхеренције за епителне ћелије, где се умножавају и продукују токсин који путем крви стиже до циљних органа или могу пенетрирати до субепителног ткива, лимфних чворова и даље лимфотоком и крвотоком до циљних органа.

### Број репликација инфективног агенса
Број патогена потребан да доведе до појаве манифестација болести (инфекције) инфективна доза, која нпр. за неке познате патогене износи:
- 105 за Салмонеле (висока инфективна доза),
- 1.010 за Колеру,
- 200 за Шигеле,
- 1 бацил за Кугу (мала инфективна доза).

### Преосетљивост организма на одређени патоген и стање имунолошког одговора
У клиничком смислу трајање инкубације као и саме инфекција (или њена вирулентност) је манифестација сложених односа патогена и домаћина, и првенствено зависе од особина микроорганизма са једне стране и одбрамбених снага (или преосетљивости) домаћина са друге.

## Трајање периода инкубације код појединих болести
| - Грозница Западног Нила - 2-14 дана. - Пнеумонија - 0-2 дана - Антракс - 1-3 дана - Грип - 1-3 дана - Гонореја - 2-3 дана - Колера - 1-4 дана. - Менингитис (упала можданица) - 1-4 дана - Дифтерија - 2-5 дана - Куга - 2-5 дана - Жута грозница - 3-5 дана - Дизентерија (бациларна) - 2-7 дана - Шарлах - 2-8 дана - Велики кашаљ - 3-8 дана - САРС - 0-10 дана | - Слинавка и шап - 9-10 дана - Тетанус - 4-14 дана - Дечија парализе - 7-14 дана - Мале богиње - 8-14 дана - Рубеола - 16-20 дана - Маларија - 7-21 дана - Тифусна грозница - 7-21 дана - Тифус - 8-21 дана - Сифилис - 14-21 дана - Варичела - 14-21 дана - Дизентерија (амебна) - 21-24 дана - Инфективна мононуклеоза - 28-42 дана - Заразна жутица - 10-35 дана - Ковид 19 - 2-14 дана. |